# 트레비냐노로마노
트레비냐노로마노(이탈리아어: Trevignano Romano)는 이탈리아 라치오주 로마현에 위치한 코무네다. 로마로부터 47km 거리에 있다.

## 관광
트레비냐노로마노는 브라치아노 호수(Lake Bracciano)가 내려다보이는 다른 두 주요 도시인 안구일라라사바치아(Anguillara Sabazia)와 브라치아노(Bracciano)보다 주민 수가 상당히 적다. 트레비냐노로마노에도 기차역이 없다. 이 두 가지 특성으로 인해 이 도시는 로마 시에서 국내 이민을 위한 목적지라기보다는 관광지로 더 많이 만들어졌다.
마을은 남쪽을 향하고 있어 일년 내내 온화한 기후를 자랑한다. 약 1마일 길이에 정원과 비스트로가 가득한 트레비냐노로마노의 호숫가 산책로는 브라치아노 호수 주변에서 몇 시간을 보낼 수 있는 즐기기 가장 좋은 장소 중 하나이다.
트레비냐노로마노는 역사적, 환경적 유산 및 관광 시설과 관련하여 이탈리아 투어링 클럽의 주황색 깃발을 수상했다. 트레비냐노로마노는 또한 5년 연속 물과 해안선의 품질과 청결을 인증하는 국제적 인정인 블루 플래그(Blue Flag)를 수상했다.